# Stade Omnisports de Malouzini
Stade Omnisports de Malouzini (араб. ملعب إكوني-مالوزيني الرياضي‎) — стадион, расположенный на острове Нгазиджа в Икони, Коморы. В настоящее время это крупнейший стадион Коморских островов. С 2019 года принимает матчи сборной Комор, которые до этого проводились на Stade Saïd Mohamed Cheikh в Mitsamiouli, открытом в 2007 году.

## Строительство
Проект строительства стадиона был заложен в 1990 году президентом Коморские Острова Саидом Мохамедом Джохаром, когда был заложен символический «первый камень». В том же году Коморскому государству через Министерство спорта и молодежи был передан участок земли площадью 18 гектаров в качестве пожертвования.
В 2010 году благодаря новому пожертвованию удалось увеличить территорию для будущего стадиона.
В 2016 году между Коморскими Островами и Китаем было подписано соглашение о строительстве стадиона. Работы по возведению спортивного комплекса были поручены компании компании Shanghai Construction Group (SCG). Срок строительства составлял 36 месяцев. Стоимость проекта составила 6 миллиардов коморских франков, пожертвованных Китаем.
В 2016 году президент Икилилу Дуанином заложил первый камень. Строительство стадиона началось в 2017 году. На объекте работало 50 техников и 200 рабочих.
До 2017 года были проведены земляные работы, затем заложены первые фундаменты на уровне западной трибуны. После завершения работ по фундаменту продолжились работы по строительству трибун и помещений. В сентябре 2018 года начались работы по созданию непосредственно футбольного поля, а также отделка трибун с установкой сидений, возведение парковки, стен и полов помещений. В январе 2019 года было завершено футбольное поле, не считая естественного газона, который находился в процессе укладки. Также были готовы легкоатлетическая дорожка и тренировочное поле.
В феврале 2019 года были полностью сданы помещения, в том числе раздевалки. Осталось согласовать всего несколько деталей для завершения работ. Стадион был открыт в мае 2019 года и стал местом проведения церемонии инаугурации Азали Ассумани 26 мая 2019 года.

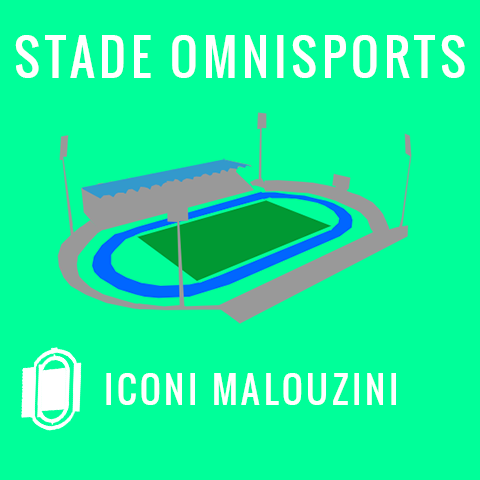
Логотип
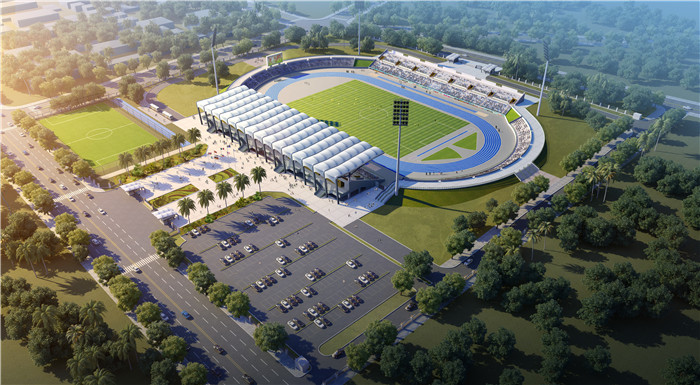
Проект стадиона и прилегающей территории
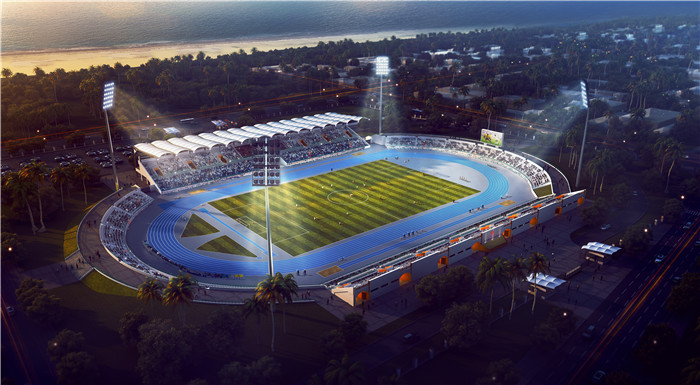
Предпологаемы вид ночью
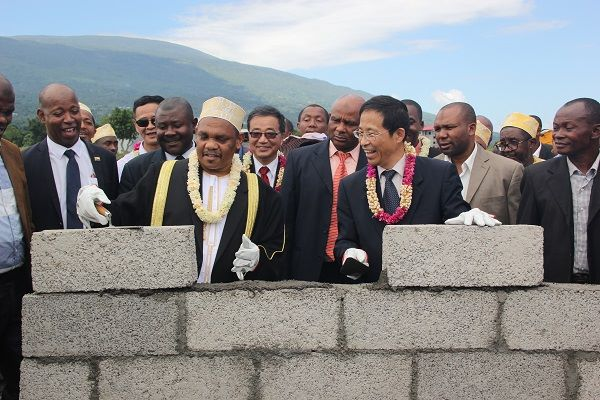
Икилилу Дуанин закладывает первый камень в 2016 году
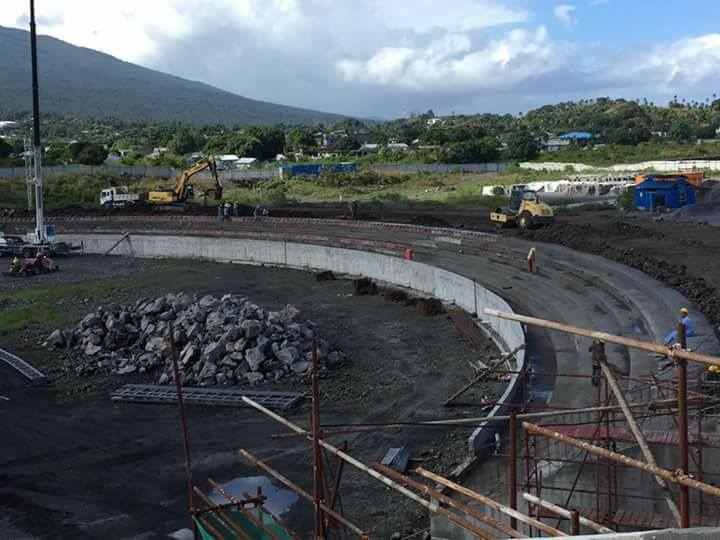
Начало строительства в 2017 году

## Стадион и территория

### Территория
Стадион расположен рядом с бульваром Хартала, точнее на национальной дороге 2 de Ngazidja. Доступ к стадиону облегчается четырьмя дорогами, окружающими территорию. Комплекс включает открытую парковку вместимостью 800 автомобилей, а также помещение для журналистов и теле-радиовещателей. Общая территория комплекса занимает площадь 8,55 га.

### Главный стадион
Стадион имеет четыре трибуны. Из них только главная трибуна, расположенная на западе, крытая и имеет 3726 сидячих мест, включая 300 VIP-мест. Тогда как остальные три трибуны не имеют сидячих мест, являются модульными, их вместимость составляет 7000 мест. На северной, боковой, трибуне установлен гигантский экран.
Футбольное поле имеет натуральный газон. Вокруг него находятся 8 беговых дорожек по 400 метров и зону для прыжков. Освещение стадиона состоит из 4 мачт высотой 50 метров по 80 прожекторов на каждом.

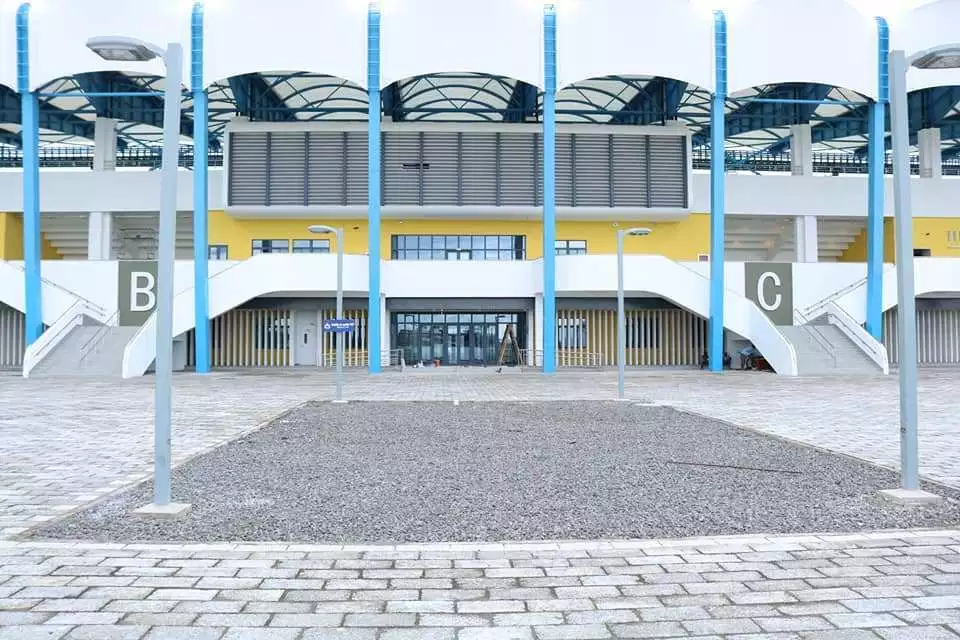
Главный вход
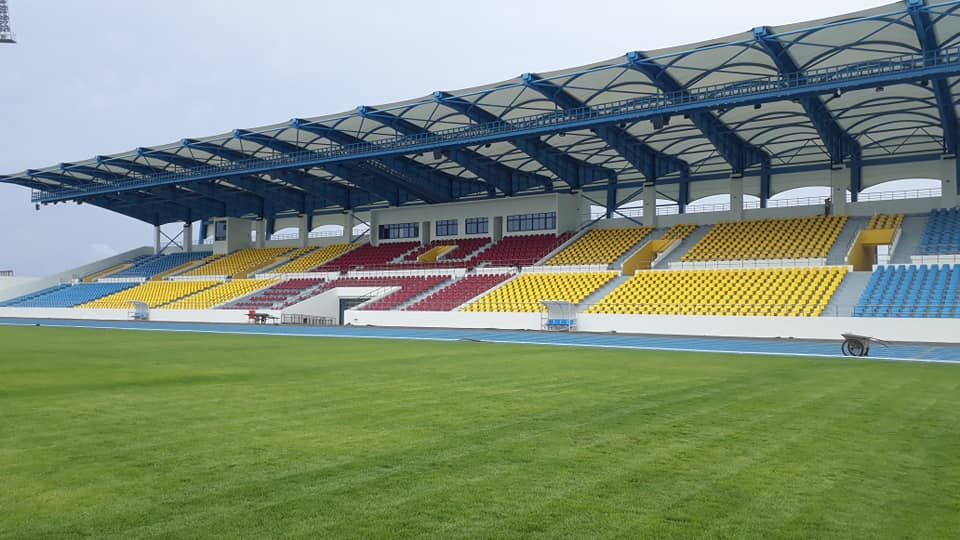
Восточная, главная, трибуна
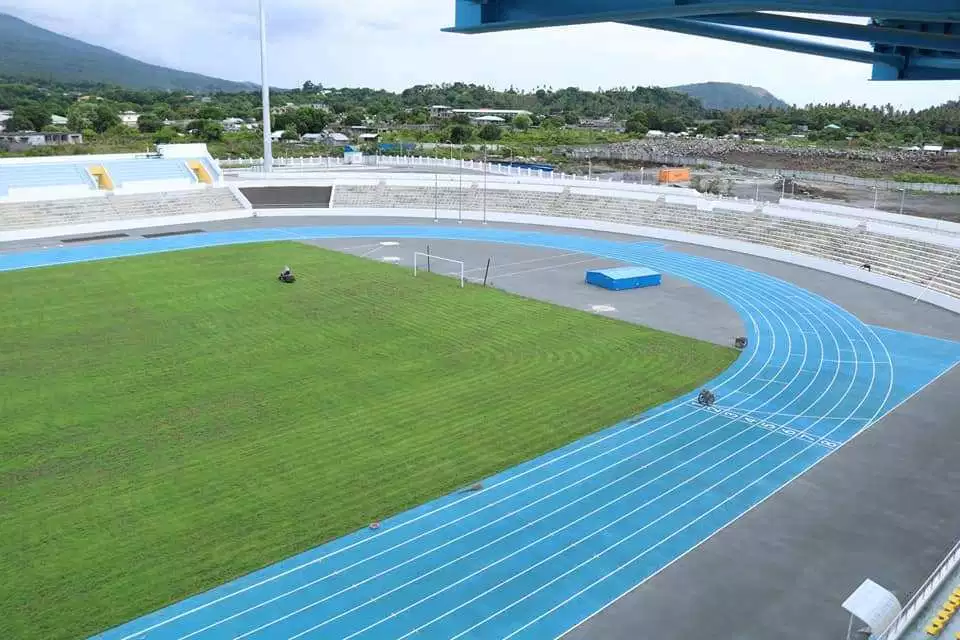
Южная трибуна
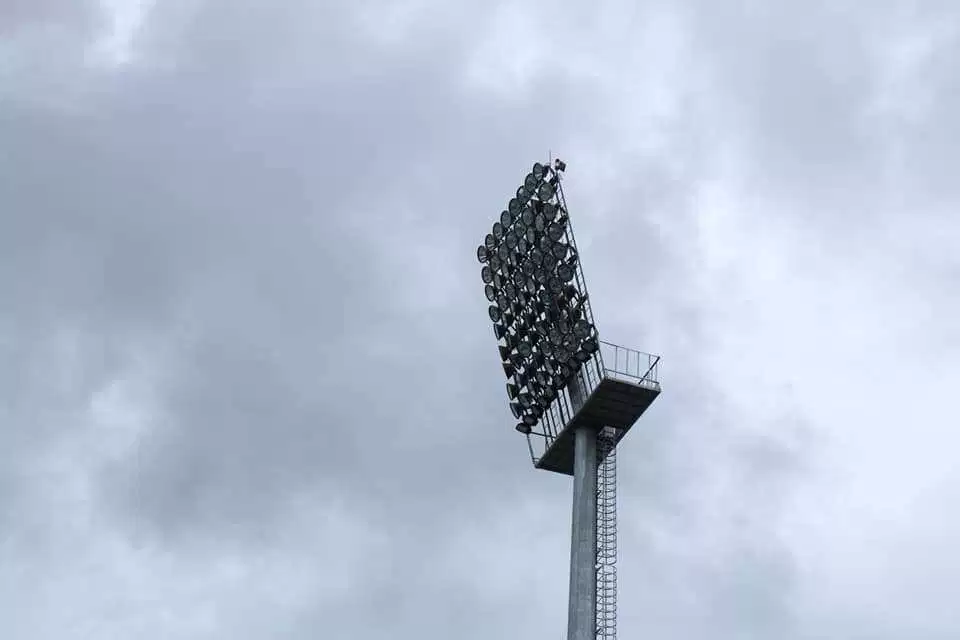
Мачта освещения

### Тренировочный комплекс
Футбольное поле для тренировок имеет синтетическое покрытие и меньшие размеры, в отличие от основного поля. Рядом расположено дополнительное поле предназначенное для тренировок или других различных мероприятий. Вдоль них расположены прямые беговые дорожки.

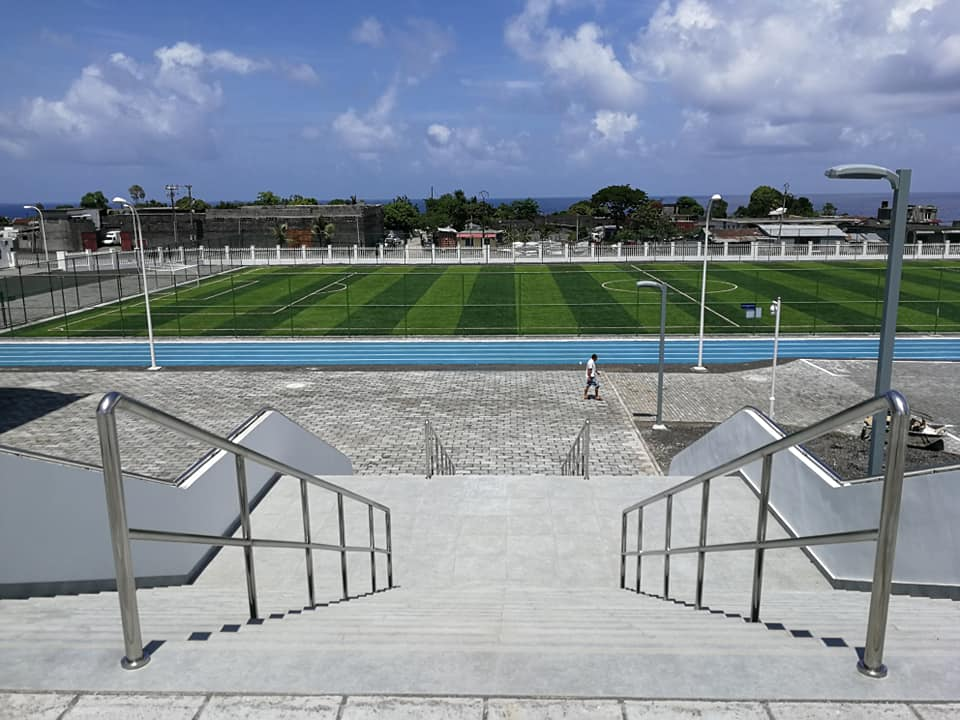
Лестница, ведущая на тренировочное поле
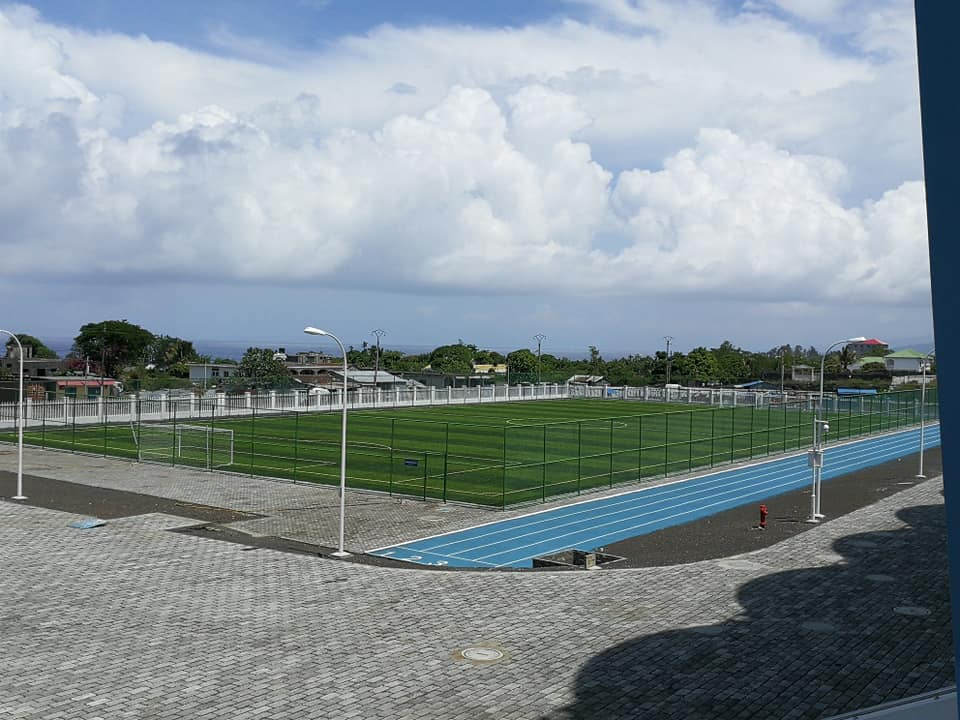
Тренировочное поле
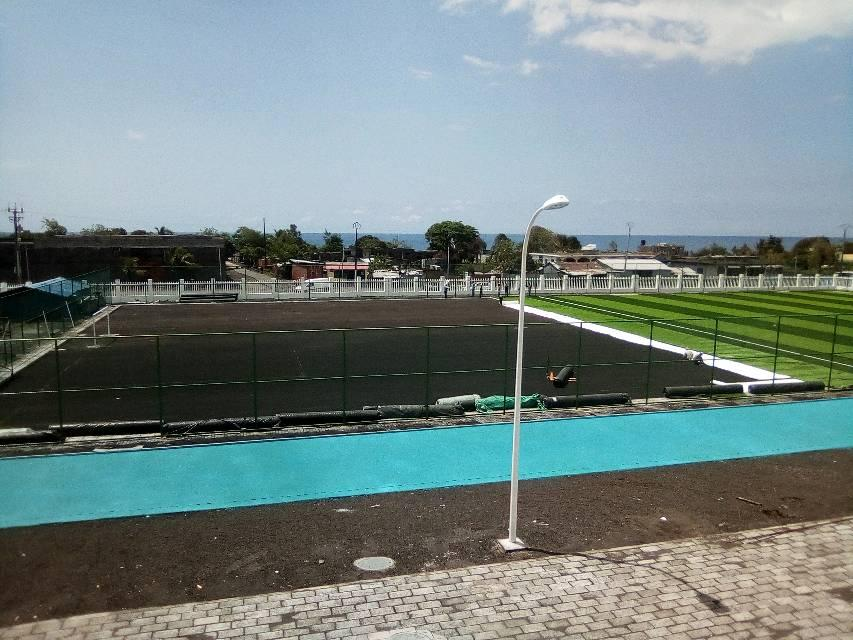
Дополнительное поле